# Agricoltura in Groenlandia
L'agricoltura in Groenlandia non è molto sviluppata a causa del clima; infatti, non riesce a soddisfare la domanda interna, obbligando il Paese ad importare i prodotti agricoli dall'estero, in particolare dalla Danimarca.
L'agricoltura in Groenlandia viene praticata solamente nel sud del paese, vicino alla città di Narsaq.
Il prodotto agricolo più importante sono le patate, ma vengono coltivati anche: fragole, cavoli, peperoncini, pomodori e foraggio.